# Eilema alboflava
Eilema alboflava là một loài bướm đêm thuộc phân họ Arctiinae, họ Erebidae.